# 1026 Ingrid
1026 Ingrid là một tiểu hành tinh vành đai chính, được Karl Wilhelm Reinmuth phát hiện vào ngày 13 tháng 8 năm 1923. Tên của tiểu hành tinh này được đặt theo tên của nhà thiên văn học Albrecht Kahrstedt, người Đức.